# Karl Loidl
Karl Loidl (* 1. Oktober 1893 in Strobl; † 9. Mai 1965 in Bad Ischl) war ein oberösterreichischer Politiker (CSP/ÖVP) und Sparkassenbeamter. Er war Landesrat für Soziales und Krankenanstalten in der Oberösterreichischen Landesregierung.

## Ausbildung und Beruf
Loidl besuchte das Kollegium Petrinum und legte dort die Kriegsmatura ab, bevor er drei Jahre lang beim Kaiserschützenregiment Nr. III im Ersten Weltkrieg diente. Er geriet in italienische Kriegsgefangenschaft und beendete seinen Kriegsdienst als Leutnant der Reserve. Nach seiner Entlassung aus der Kriegsgefangenschaft arbeitete er als Beamter des Steueramtes und der Sparkasse in Wildshut und wechselte danach als Beamter zur Centralbank der Deutschen Sparkassen in Linz. Er war danach vom 1. Juni 1931 bis 1938 Leiter der Sparkasse Bad Ischl. Nach der Machtübernahme der Nationalsozialisten wurde Loidl als Sparkassendirektor entlassen und in den Beamtenstand versetzt. Später wurde er zur Wehrmacht eingezogen, wobei er jedoch nach einem Reitunfall als Hauptmann der Reserve aus dem Kriegsdienst entlassen wurde. Nach dem Zweiten Weltkrieg bekleidete er von 1945 bis 1963 erneut den Posten als Direktor der Sparkasse Bad Ischl.

## Politik und Funktionen
Loidl engagierte sich in der Christlichen Arbeiter- und Angestelltenbewegung und trug wesentlich zur Ausbreitung der Organisation im Salzkammergut bei. Er gründete in Bad Ischl eine Ortsgruppe des Zentralverbandes Christlicher Angestellter und wurde Bezirksobmann für das Salzkammergut in der Christlichen Arbeiterbewegung. Später war er der letzte Landesobmann der Katholischen Arbeiterstandsbewegung Oberösterreichs. Des Weiteren war er als stellvertretender Obmann des Freiheitsbundes, eines Wehrverbandes des christlichen Gewerkschaftsflügels der sich gegen die Heimwehr positionierte, aktiv. Er wirkte zwischen 1920 und 1938 als Gemeinderat Bad Ischl und fungierte zudem als Nachfolger von Anton Gasperschitz vom 1. Februar 1935 bis zum 18. März 1938 als Landesrat für Soziales und Krankenanstalten sowie Teile der Gemeindeangelegenheiten in der Landesregierung Gleißner II. Gleichzeitig war er Obmann der Sozialen Arbeitsgemeinschaft, der Vereinigung der Arbeitnehmer der Vaterländischen Front.
Nach dem Ende des Zweiten Weltkriegs war er zwischen 1946 und 1949 erneut Gemeinderat in Bad Ischl, wobei er die Österreichische Volkspartei vertrat. Zudem war er innerparteilich von 1945 bis 1952 als ÖVP-Ortsgruppenobmann und von 1954 bis 1959 als Bezirksobmann der ÖVP Gmunden aktiv. Zudem war er Mitglied des Bezirksschulrats von Gmunden.

## Privates
Loidl war verheiratet und Vater eines Kindes.

## Auszeichnungen
- Goldenes Verdienstzeichen der Republik Österreich
- Goldenes Verdienstzeichen
- Goldmedaille der Handelskammer